# 속죄에 대한 다양한 이론들
기독교의 속죄론은 초기 기독교사에서부터 관심이 있었고, 역사적으로 다양한 관점에서 보충, 발전되어 왔다.
조직신학자 밀러드 J. 에릭슨은 그의 책 기독인의 신학에서 속죄에 대한 5가지 이론을 정리하였다.

## 소시니안 이론
소시니안주의의 창시자 소치니는 유니테리언주의자들이 옹호하는 이론을 16세기에 주장하였다. 예수는 도덕적 스승이며, 그의 가르침을 따라 사는 것이 보다 중요하다는 가르침이다.
그들이 말하는 근거 구절은 베드로전서 2:21로 '이를 위하여 너희가 부르심을 입었으니 그리스도도 너희를 위하여 고난을 받으사 너희에게 본을 끼쳐 그 자취를 따라오게 하려 하셨느니라.'이다.

## 도덕적 영향 이론
속죄를 하나님의 사랑의 표현으로 서술한 이론이다.
피에르 롱바르의 주장으로 그리스도가 우리에 대한 하나님의 사랑을 보여주시기 위함이다라고 서술하였다. 미국에서는 호레스 부쉬넬에 의해 주창되었고 인기를 얻었다. 이 이론은 하나님의 사랑을 강조함과 동시에 하나님의 정의와 거룩은 약화시키는 이론이다.  부쉬넬은 죄가 일종의 병으로 죄인들이 반드시 치료받아야 한다고 강조하였다.

## 통치적인 이론(Governmental Theory)
휴고 그로티우스에 의해 주장되었으며, 도덕 통치론으로 불린다. 이 이론은 주로 아르미니우스주의자들에 의해 주장되었다.
그로티우스는 소시니안주의자들에 대한 반박으로 이 이론을 주장하였다. 즉, 하나님은 통치는 전우주적이며, 그리스도의 대속은 통치자인 하나님을 달래기 위한 목적이라는 주장이다. 그것은 하나님은 단지 통치자로서 죄를 간과할 수 없기 때문이다.
이 이론은 그리스도가 인류의 죄에 대한 형벌을 대속물로 드려진 것은 인정하지만, 그 형벌이 죄인들에 대한 정확한 죄값은 아니라고 주장한다. 단지, 그리스도가 그의 죄없고 순종하는 아들로써 유화(Propitiation)의 의미이다.
그는 형벌에 대한 고찰에서 형벌은 죄를 예방하는 차원이며, 그것은 공의를 증진하는 도구로 사용되었다고 주장하였다.
또한 이 이론은 그리스도의 대속의 범위이다.  이 이론은 개인들에게 직접 적용되지 않고 교회라는 공통체에게로 적용된다.  각 개인은 믿음을 통하여 이 공동체인 교회에 접붙여진다.  하지만 믿음을 잃게 되면 그 범위에서 제외가능하다.
그의 이론의 의도는 성경의 해석을 도덕적으로 실천하는 데에 가치를 두었고, 그리스도의 재림을 가장 중요한 핵심으로 삼았다.
이렇게 함으로써 하나님의 죄의 조성자가 아니면서, 인간의 자유를 보다 더 넓힐 수 있는 계기로 삼았다.
이 이론은 뉴잉글랜드 신학(신신학)에 의해 채택되어 응용되었다. 그 이후 찰스 G. 피니에 의해 채택되었고 그 이후 구세군에 의해서 채택되었다.

## 배상금 이론
배상금은 영어의 'ransom'에서 온 것으로 포로의 몸값, 석방하기 위해 받는 몸값등의 의미이다.  즉, 무엇인가를 다시 찾기 위해서 무엇을 사야 하는 데 그 댓가를 지불하기 위해 지불해야 하는 무엇을 말한다.  즉, 예수께서 죄의 포로로 있던 그의 백성을 되찾기 위해 배상금으로 지불되었다는 것이다.

### 이레니우스
초기 교부 이레니우스는 그의 저서 '이단에 대항하여'에서 배상금을 사탄에게 지불되었다고 주장하였다. 그리스도가 이 땅에 인간으로 오셔서 사탄의 포로로 잡혀 있던 인류를 배상금으로 지불하심으로 구원하셨다는 것이다.

### 니사의 그레고리우스
그는 이레니우스의 이론을 '신학적 농담'으로 받아들이고, 하나님께서 그의 성육신된 아들을 사탄에게 바침으로 사탄을 속였다고 주장했다. 결국 사탄은 하나님의 속임에 넘어가 그의 영역을 인류에게 자유함으로 넘겨주었다고 주장하였다.

### 캔터베리의 안셈과피에르 롱바르
이들은 그레고리우스의 이론을 비평하고 사탄과 인류가 하나님의 능력 아래에 있으므로 사탄이 인류 위에 있음을 부인하였다.(왜 신은 사람이 되었는가)

### 구스타프 아울렌
그는 이전에 전통적인 교리를 새로운 역동적인 관점으로 바라보기를 원했다. 그리스도를 승리자로 바라봄으로 속죄교리를 다른 차원에서 보도록 만들었다.

## 만족 이론

### 캔터베리의 안셈의 만족이론
안셈은 속죄교리를 설명하면서, 만족과 형벌의 두 가지를 모두 선택하지 않고, 그 중에 만족이론만을 선택하였다.  그 결과, 대속적 형벌이라는 개념을 가질 수 없었다. 그는 그리스도의 만족 교리를 형벌의 프레임에 넣지 않고, 공로의 개념안에 넣었다.  그리스도의 공로는 무한한 가치와 중요성을 갖고 있으므로, 죄인이 하나님으로부터 가져왔던 것을 보상할 뿐더러, 인류가 하나님에게 저지른 죄악까지도 보상 가능하다는 것이다. 그리스도는 신과 인간이기 때문에, 우주의 질서와 아름다움을 그의 만족을 통하여 가능하다는 것이다.

## 대속적 형벌설과 의로움의 전가교리
칼빈주의에서는 안셈의 만족이론과는 달리, 형벌을 통한 만족의 개념을 받아들인다. 그리스도는 죄로인해 타락하고 반역적인 인류를 완전히 대신하였다. 이 완전한 대체는 죄인과 그리스도 간의 믿음에 의한 연합을 통하여야만 효과적이고, 이 연합은 성령의 사역을 통한다.
벨직 신앙고백의 20-22에서 속죄는 성부하나님과 성자하나님, 성령하나님의 삼위일체의 관점에서 이해한다.
하이델베르크 요리문답은 안셈의 만족이론을 보충하고 있다.
삼위일체안에서의 각 위격간의 속죄교리는 의의 전가교리로 설명된다. 이것은 마틴 루터의 생각이었다.  이것은 칼빈은 신비적 연합으로 생각했다. 이렇게 함으로 성령론을 더 풍성하게 확대할 수 있었다.

## 기타
오리겐이 개발한 사탄에게 값을 지불한다는 속전설.
이레니우스의 재발생설
동방교회와 루터가 주장한 승리자로서 그리스도.

## 여러 이론들에 관한 조직적인 고찰

### 상대주의, 다원주의, 상호보완주의
빌렘 반 아셀트는 속죄이론의 응용에 있어서 어떤 형태가 있는지 알아보았는 데, 시공간의 특성을 고려하여 한가지 이론을  문맥적으로  적용을 하는 상대주의와 여러 이론을 동등하게 모두 적용하는 다원주의, 그리고, 이론간에 절충을 하면서 사용하는 상호보완주의를 소개하였다.

### 다차원주의
아셀트는 다차원주의 즉, 대속적 모델을 구조적으로 다른 모든 이론들을 아우르는 기본적 모델로 잡고, 모델들을 정립하고 구축하면서 보다 안정적이고 효과적인 속죄이론을 조직해 나갈 것을 권장하였다.

## 참고 서적 및 문헌
- The Nature of the Atonement: Four Views (Spectrum Multiview Book Series, Thomas R. Schreiner)

### 번역된 서적
- 속죄의 본질 논쟁 (속죄론에 대한 네 가지 신학적 관점) (그레고리 A. 보이드외, 새물결플러스, 2018)